# Вож'як
Вож'я́к (Вож'яг; рос. Вожьяк, Вожьяг) — присілок в Якшур-Бодьїнському районі Удмуртії, Росія.
Населення — 25 осіб (2010; 31 в 2002).
Національний склад (2002):
- росіяни — 78 %